# RTS/CTS
RTS/CTS (англ. Request To Send / Clear To Send — запрос на отправку / разрешение отправки) — механизм CSMA/CA, используемый в беспроводных сетях стандарта IEEE 802.11 для исключения коллизий кадров; способ решения проблем «скрытого узла» и «незащищенного узла».
Узел, желающий отправить информацию, посылает RTS-кадр. Целевой узел отвечает CTS-кадром. Любой другой узел, получивший CTS-кадр, должен воздержаться от отправки информации на заданное время (решение проблемы скрытого узла). Любой другой узел, получивший RTS-кадр, но не CTS-кадр от передачи информации воздерживаться не должен (решение проблемы незащищенного узла). Количество времени, которое должен ожидать другой узел перед попыткой доступа к эфиру, записано и в RTS-кадре, и в CTS-кадре.